# Esthlogena spinosa
Esthlogena spinosa är en skalbaggsart som beskrevs av Stefan von Breuning 1954. Esthlogena spinosa ingår i släktet Esthlogena och familjen långhorningar.
Artens utbredningsområde är Guatemala. Inga underarter finns listade i Catalogue of Life.